# Тераса соліфлюкційна

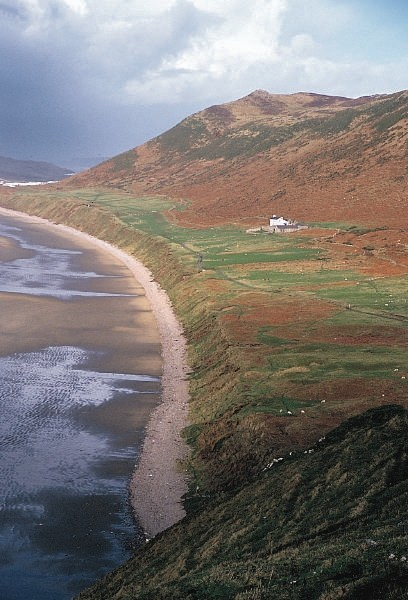
Тераса соліфлюкційна — рельєф, схожий на піднятий пляж у Rhossili (Уельс).

Тера́са соліфлюкційна (рос. терраса солифлюкционная, англ. solifluctions terrace; нім. Solifluctionsterrasse f) — натічні утворення ґрунту, що розвиваються під впливом соліфлюкції, площею до кількох сотень м², обмежені уступом від 0,5 до 5—6 м. У плані має дугоподібні обриси.